# Alois Podhajsky
Alois Wilhelm Podhajsky (ur. 24 lutego 1898 w Mostarze, zm. 23 maja 1973 w Wiedniu) – austriacki jeździec sportowy, pisarz i aktor. Brązowy medalista olimpijski z Berlina. Dyrektor Hiszpańskiej Szkoły Jazdy w Wiedniu w latach 1939-1964

## Kariera sportowa
Zawody w 1936 były jego pierwszymi igrzyskami olimpijskimi. Startował w konkurencji ujeżdżenie i brązowy medal zdobył w konkursie indywidualnym na koniu Nero. Drużynowo był czwarty.
Podhajsky wystartował również 12 lat później w Londynie, także w konkurencji ujeżdżenie. Indywidualnie był siódmy, w konkursie drużynowym nie wystąpił.